# Parajana marmorata
Parajana marmorata är en fjärilsart som beskrevs av Holland. Parajana marmorata ingår i släktet Parajana och familjen Eupterotidae. Inga underarter finns listade i Catalogue of Life.